# Liste der Staatsoberhäupter 1979
Übersicht
◄◄ | ◄ | 1975 | 1976 | 1977 | 1978 | Liste der Staatsoberhäupter 1979 | 1980 | 1981 | 1982 | 1983 | ► | ►►

Weitere Ereignisse

## Afrika
- Ägypten
  - Staatsoberhaupt: Präsident Anwar as-Sadat (1970–1981) (1973–1974, 1980–1981 Ministerpräsident)
  - Regierungschef: Ministerpräsident Mustafa Chalil (1978–1980)
- Algerien
  - Staatsoberhaupt:
    - Präsident der Nationalversammlung Rabah Bitat (1978–9. Februar 1979) (kommissarisch)
    - Präsident Chadli Bendjedid (9. Februar 1979–1992)

  - Regierungschef: Ministerpräsident Mohamed Ben Ahmed Abdelghani (8. März 1979–1984) (Amt neu geschaffen)
- Angola
  - Staats- und Regierungschef:
    - Präsident Agostinho Neto (1975–10. September 1979)
    - Präsident José Eduardo dos Santos (10. September 1979–2017) (bis 21. September kommissarisch)
- Äquatorialguinea
  - Staats- und Regierungschef:
    - Präsident Francisco Macías Nguema (1968–3. August 1979)
    - Vorsitzender des Revolutionären Militärrats Teodoro Obiang Nguema Mbasogo (seit 3. August 1979) (25. August 1979–1982 Vorsitzender des Obersten Militärrats, seit 1982 Präsident)
- Äthiopien
  - Staats- und Regierungschef: Vorsitzender des provisorischen militärischen Verwaltungsrats Mengistu Haile Mariam (1974, 1977–1991) (ab 1987 Präsident)
- Benin
  - Staats- und Regierungschef: Präsident Mathieu Kérékou (1972–1991, 1996–2006)
- Botswana
  - Staats- und Regierungschef: Präsident Seretse Khama (1966–1980)
- Burundi
  - Staats- und Regierungschef: Präsident Jean-Baptiste Bagaza (1976–1987)
- Dschibuti
  - Staatsoberhaupt: Präsident Hassan Gouled Aptidon (1977–1999) (1977 Premierminister)
  - Regierungschef: Ministerpräsident Barkat Gourad Hamadou (1978–2001)
- Elfenbeinküste
  - Staats- und Regierungschef: Präsident Félix Houphouët-Boigny (1960–1993)
- Gabun
  - Staatsoberhaupt: Präsident Omar Bongo (1967–2009)
  - Regierungschef: Ministerpräsident Léon Mébiame (1975–1990)
- Gambia
  - Staats- und Regierungschef: Präsident Dawda Jawara (1970–1994) (1965–1970 Premierminister)
- Ghana
  - Staats- und Regierungschef:
    - Vorsitzender des obersten Militärrats Fred Akuffo (1978–4. Juni 1979)
    - Vorsitzender des Revolutionsrats der Vereinigten Streitkräfte Jerry Rawlings (4. Juni 1979–24. September 1979, 1981–2001)
    - Präsident Hilla Limann (24. September 1979–1981)
- Guinea
  - Staatsoberhaupt: Präsident Ahmed Sékou Touré (1958–1984)
  - Regierungschef: Premierminister Louis Lansana Béavogui (1972–1984)
- Guinea-Bissau
  - Staatsoberhaupt: Vorsitzender des Staatsrats Luís Cabral (1973–1980)
  - Regierungschef: Premierminister João Bernardo Vieira (1978–1980) (1980–1984, 1984–1999, 2005–2009 Präsident)
- Kamerun
  - Staatsoberhaupt: Präsident Ahmadou Ahidjo (1960–1982)
  - Regierungschef: Ministerpräsident Paul Biya (1975–1982) (seit 1982 Präsident)
- Kap Verde
  - Staatsoberhaupt: Präsident Aristides Pereira (1975–1991)
  - Regierungschef: Ministerpräsident Pedro Pires (1975–1991) (2001–2011 Präsident)
- Kenia
  - Staats- und Regierungschef: Präsident Daniel arap Moi (1978–2002)
- Komoren
  - Staatsoberhaupt: Vorsitzender des militärisch-politischen Direktorats Ahmed Abdallah (1975, 1978–1989)
  - Regierungschef: Ministerpräsident Salim Ben Ali (1978–1982)
- Volksrepublik Kongo (1960–1970 Kongo-Brazzaville; ab 1992 Republik Kongo)
  - Staatsoberhaupt:
    - Präsident Joachim Yhombi-Opango (1977–5. Februar 1979)
    - Vorsitzender des Militärkomitees der Kongolesischen Arbeitspartei Jean-Pierre Thystère Tchicaya (5. Februar 1979–8. Februar 1979)
    - Präsident Denis Sassou-Nguesso (8. Februar 1979–1992, seit 1997)

  - Regierungschef: Ministerpräsident Louis Sylvain Goma (1975–1984, 1991)
- Lesotho
  - Staatsoberhaupt: König Moshoeshoe II. (1966–1970, 1970–1990, 1995–1996)
  - Regierungschef: Ministerpräsident Leabua Jonathan (1966–1986) (1970 Staatsoberhaupt)
- Liberia
  - Staats- und Regierungschef: Präsident William R. Tolbert, Jr. (1971–1980)
- Libyen
  - Revolutionsführer: Muammar al-Gaddafi (1969–2011) (1969–1979 Generalsekretär des Allgemeinen Volkskongresses)
  - Staatsoberhaupt:
    - Generalsekretär des Allgemeinen Volkskongresses Muammar al-Gaddafi (1969–1. März 1979) (1979–2011 Revolutionsführer)
    - Generalsekretär des Allgemeinen Volkskongresses Abd al-Ati al-Ubayyidi (1. März 1979–1981) (1977–1979 Generalsekretär des Allgemeinen Volkskomitees)

  - Regierungschef:
    - Generalsekretär des Allgemeinen Volkskomitees Abd al-Ati al-Ubayyidi (1977–1979) (1979–1981 Generalsekretär des Allgemeinen Volkskongresses)
    - Generalsekretär des Allgemeinen Volkskomitees Dschadullah Azzuz at-Talhi (1. März 1979–1984, 1986–1987)
- Madagaskar
  - Staatsoberhaupt: Präsident Didier Ratsiraka (1975–1993, 1997–2002)
  - Regierungschef: Ministerpräsident Désiré Rakotoarijaona (1977–1988)
- Malawi
  - Staats- und Regierungschef: Präsident Hastings Kamuzu Banda (1966–1994) (1964–1966 Premierminister)
- Mali
  - Staats- und Regierungschef: Präsident Moussa Traoré (1968–1991)
- Marokko
  - Staatsoberhaupt: König Hassan II. (1961–1999)
  - Regierungschef:
    - Ministerpräsident Ahmed Osman (1972–22. März 1979)
    - Ministerpräsident Maati Bouabid (22. März 1979–1983)
- Mauretanien
  - Staatsoberhaupt:
    - Präsident Mustafa Ould Salek (1978–3. Juni 1979)
    - Präsident Mohamed Mahmoud Ould Louly (3. Juni 1979–1980)

  - Regierungschef:
    - Premierminister Ahmed Ould Bouceif (6. April 1979–27. Mai 1979) (Amt neu geschaffen)
    - Premierminister Ahmed Salim Ould Sidi (27. Mai 1979–31. Mai 1979) (kommissarisch)
    - Premierminister Mohamed Khouna Ould Haidalla (31. Mai 1979–1980, 1984) (1980–1984 Präsident)
- Mauritius
  - Staatsoberhaupt: Königin Elisabeth II. (1968–1992)
    - Generalgouverneur: Dayendranath Burrenchobay (1978–1983)

  - Regierungschef: Premierminister Seewoosagur Ramgoolam (1968–1982) (1983–1985 Generalgouverneur)
- Mosambik
  - Staatsoberhaupt: Präsident Samora Machel (1975–1986)
  - Regierungschef: Ministerpräsident Mário Fernandes da Graça Machungo (1976–1994)
- Niger
  - Staats- und Regierungschef: Präsident des Obersten Militärrats Seyni Kountché (1974–1987)
- Nigeria
  - Staats- und Regierungschef:
    - Chef der Militärischen Bundesregierung Olusegun Obasanjo (1976–1. Oktober 1979)
    - Präsident Shehu Shagari (1. Oktober 1979–1983)
- Obervolta (ab 1984 Burkina Faso)
  - Staatsoberhaupt: Präsident Sangoulé Lamizana (1966–1980) (1974–1980 Premierminister)
  - Regierungschef: Ministerpräsident Sangoulé Lamizana (1974–1980)
- Rhodesien (international nicht anerkannt) (ab 1. Juni 1979 Simbabwe-Rhodesien, 12. Dezember 1979 Rückkehr zum Kolonialstatus, seit 1980 Simbabwe)
  - Staatsoberhaupt:
    - Präsident Jack William Pithey (1978–1979) (kommissarisch)
    - Präsident Henry Everard (1976, 1978, 5. März 1979–1. Juni 1979) (kommissarisch)
    - Präsident Josiah Zion Gumede (1. Juni 1979–12. Dezember 1979)

  - Regierungschef:
    - Ministerpräsident Ian Smith (1965–1. Juni 1979)
    - Ministerpräsident Abel Muzorewa (1. Juni 1979–12. Dezember 1979)
- Ruanda
  - Staats- und Regierungschef: Präsident Juvénal Habyarimana (1973–1994)
- Sambia
  - Staatsoberhaupt: Präsident Kenneth Kaunda (1964–1991)
  - Regierungschef: Ministerpräsident Daniel Lisulo (1978–1981)
- São Tomé und Príncipe
  - Staatsoberhaupt: Präsident Manuel Pinto da Costa (1975–1991, 2011–2016)
  - Regierungschef: Premierminister Miguel Trovoada (1975–9. April 1979) (1991–1995. 1995–2001 Präsident) (Amt abgeschafft)
- Senegal
  - Staatsoberhaupt: Präsident Léopold Sédar Senghor (1960–1980)
  - Regierungschef: Premierminister Abdou Diouf (1970–1980) (1981–2000 Präsident )
- Seychellen
  - Staats- und Regierungschef: Präsident France-Albert René (1977–2004) (1976–1977 Premierminister)
- Sierra Leone
  - Staats- und Regierungschef: Präsident Siaka Stevens (1971–1985) (1967, 1968–1971 Premierminister)
- Somalia
  - Staats- und Regierungschef: Präsident Siad Barre (1969–1991)
- Südafrika
  - Staatsoberhaupt:
    - Präsident Balthazar Johannes Vorster (1978–4. Juni 1979) (1966–1978 Premierminister)
    - Präsident Marais Viljoen (1978, 4. Juni 1979–1984)

  - Regierungschef: Ministerpräsident Pieter Willem Botha (1978–1984) (1984–1989 Präsident)
- Sudan
  - Staatsoberhaupt: Präsident Dschafar an-Numairi (1969–1971, 1971–1985) (1969–1976, 1977–1985 Ministerpräsident)
  - Regierungschef: Ministerpräsident Dschafar an-Numairi (1969–1976, 1977–1985) (1969–1971, 1971–1985 Präsident)
- Swasiland
  - Staatsoberhaupt: König Sobhuza II. (1968–1982)
  - Regierungschef:
    - Premierminister Maphevu Dlamini (1976–25. Oktober 1979)
    - Premierminister Ben Nsibandze (25. Oktober 1979–23. November 1979) (kommissarisch)
    - Premierminister Mabandla Dlamini (23. November 1979–1983)
- Tansania
  - Staatsoberhaupt: Präsident Julius Nyerere (1962–1985) (1961–1962 Ministerpräsident)
  - Regierungschef: Ministerpräsident Edward Moringe Sokoine (1977–1980, 1983–1984)
- Togo
  - Staats- und Regierungschef: Präsident Gnassingbé Eyadéma (1967–2005)
- Tschad
  - Staatsoberhaupt:
    - Präsident Félix Malloum (1975–23. März 1979)
    - Vorsitzender de provisorischen Staatsrats Goukouni Oueddei (23. März 1979–29. April 1979, 1979–1982)
    - Präsident der Übergangsregierung der nationalen Union Lol Mohammed Chawa (29. April 1979–3. September 1979)
    - Präsident der Übergangsregierung der nationalen Union Goukouni Oueddei (1979, 3. September 1979–1982) (bis 10. November 1979 Vorsitzender des provisorischen Verwaltungskomitees)

  - Regierungschef:
    - Premierminister Hissène Habré (1978–23. März 1979) (1982–1990 Staatsoberhaupt)
- Tunesien
  - Staatsoberhaupt: Präsident Habib Bourguiba (1957–1987)
  - Regierungschef: Ministerpräsident Hédi Nouira (1970–1980)
- Uganda
  - Staats- und Regierungschef:
    - Präsident Idi Amin (1971–13. April 1979)
    - Präsident Yusuf Lule (13. April 1979–20. Juni 1979)
    - Präsident Godfrey Binaisa (20. Juni 1979–1980)
- Westsahara (umstritten)
  - Staatsoberhaupt: Vorsitzender des revolutionären Kommandorats Mohamed Abdelaziz (1976–2016) (im Exil)
  - Regierungschef: Ministerpräsident Mohamed Lamine Ould Ahmed (1976–1982, 1985–1988) (im Exil)
- Zaïre (bis 1964 Kongo-Léopoldville, 1964–1971, seit 1997 Demokratische Republik Kongo)
  - Staatsoberhaupt: Präsident Mobutu Sese Seko (1965–1997)
  - Regierungschef:
    - Ministerpräsident Mpinga Kasenda (1977–6. März 1979)
    - Ministerpräsident Bo-Boliko Lokonga Monse Mihambo (6. März 1979–1980)
- Zentralafrikanische Republik (bis 20. September 1979 Zentralafrikanisches Kaiserreich)
  - Staatsoberhaupt:
    - Kaiser Salah Eddine Ahmed Bokassa (1976–20. September 1979) (1966–1976 Präsident)
    - Präsident David Dacko (1960–1966, 20. September 1979–1981) (bis 12. November 1979 kommissarisch)

  - Regierungschef:
    - Ministerpräsident Henri Maïdou (1978–26. September 1979)
    - Ministerpräsident Bernard Ayandho (26. September 1979–1980)

## Amerika

### Nordamerika
- Kanada
  - Staatsoberhaupt: Königin Elisabeth II. (1952–2022)
    - Generalgouverneur:
      - Jules Léger (1974–22. Januar 1979)
      - Edward Schreyer (22. Januar 1979–1984)

  - Regierungschef:
    - Premierminister Pierre Trudeau (1968–4. Juni 1979, 1980–1984)
    - Ministerpräsident Joe Clark (4. Juni 1979–1980)
- Mexiko
  - Staats- und Regierungschef: Präsident José López Portillo (1976–1982)
- Vereinigte Staaten von Amerika
  - Staats- und Regierungschef: Präsident Jimmy Carter (1977–1981)

### Mittelamerika
- Bahamas
  - Staatsoberhaupt: Königin Elisabeth II. (1973–2022)
    - Generalgouverneur:
      - Milo Butler (1973–22. Januar 1979)
      - Gerald Cash (22. Januar 1979–1988)

  - Regierungschef: Premierminister Lynden O. Pindling (1973–1992)
- Barbados
  - Staatsoberhaupt: Königin Elisabeth II. (1966–2021)
    - Generalgouverneur: Deighton Lisle Ward (1976–1984)

  - Regierungschef: Premierminister John Michael G. Adams (1976–1985)
- Costa Rica
  - Staats- und Regierungschef: Präsident Rodrigo Carazo Odio (1978–1982)
- Dominica (1978 Unabhängigkeit)
  - Staatsoberhaupt:
    - Präsident Louis Cools-Lartigue (1978–19. Januar 1979) (kommissarisch)
    - Präsident Fred Degazon (19. Januar 1979–1980) (seit 11. Juni 1979 im Ausland)
    - Präsident Jenner Armou (21. Juni 1979–1980) (kommissarisch)

  - Regierungschef:
    - Premierminister Patrick John (1978–21. Juni 1979)
    - Ministerpräsident Oliver Seraphin (21. Juni 1979–1980)
- Dominikanische Republik
  - Staats- und Regierungschef: Präsident Antonio Guzmán Fernández (1978–1982)
- El Salvador
  - Staats- und Regierungschef:
    - Präsident Carlos Humberto Romero (1977–15. Oktober 1979)
    - Revolutionäre Junta (15. Oktober 1979–1982)
- Grenada
  - Staatsoberhaupt: Königin Elisabeth II. (1974–2022)
    - Generalgouverneur: Paul Scoon (1978–1992)

  - Regierungschef:
    - Premierminister Eric Gairy (1974–13. März 1979)
    - Premierminister Maurice Bishop (13. März 1979–1983)
- Guatemala
  - Staats- und Regierungschef: Präsident Fernando Romeo Lucas García (1978–1982)
- Haiti
  - Staats- und Regierungschef: Präsident Jean-Claude Duvalier (1971–1986)
- Honduras
  - Staats- und Regierungschef: Präsident Policarpio Juan Paz García (1978–1982)
- Jamaika
  - Staatsoberhaupt: Königin Elisabeth II. (1962–2022)
    - Generalgouverneur: Florizel Glasspole (1973–1991)

  - Regierungschef: Ministerpräsident Michael Manley (1972–1980, 1989–1992)
- Kuba
  - Staatsoberhaupt und Regierungschef: Präsident des Staatsrats und des Ministerrats Fidel Castro (1976–2008) (1959–1976 Ministerpräsident)
- Nicaragua
  - Staats- und Regierungschef:
    - Präsident Anastasio Somoza Debayle (1967–1972, 1974–1979)
    - Präsident des Kongresses Francisco Urcuyo Maliaños (17. Juli 1979–18. Juli 1979) (kommissarisch)
    - Regierungsjunta des nationalen Wiederaufbaus:
      - Daniel Ortega (18. Juli 1979–1985) (1985–1990, seit 2007 Präsident)
      - Sergio Ramírez (18. Juli 1979–1985)
      - Violeta Barrios de Chamorro (18. Juli 1979–1980) (1990–1997 Präsidentin)
      - Luis Adolfo Robelo Callejas (18. Juli 1979–1980)
      - Moisés Hassan Morales (18. Juli 1979–1981)
- Panama
  - Staats- und Regierungschef: Präsident Aristides Royo (1978–1982)
- St. Lucia (1979 Unabhängigkeit)
  - Staatsoberhaupt: Königin Elisabeth II. (22. Februar 1979–2022)
    - Generalgouverneur: Allen Montgomery Lewis (22. Februar 1979–1980, 1982–1987)

  - Regierungschef:
    - Ministerpräsident John Compton (22. Februar 1979–2. Juli 1979, 1982–1996, 2006–2007)
    - Ministerpräsident Allan Louisy (2. Juli 1979–1981)
- St. Vincent und die Grenadinen (1979 Unabhängigkeit)
  - Staatsoberhaupt: Königin Elisabeth II. (27. Oktober 1979–2022)
    - Generalgouverneur: Sydney Gun-Munro (27. Oktober 1979–1985)

  - Regierungschef: Ministerpräsident Milton Cato (27. Oktober 1979–1984)
- Trinidad und Tobago
  - Staatsoberhaupt: Präsident Ellis Clarke (1976–1987) (1972–1976 Generalgouverneur)
  - Regierungschef: Ministerpräsident Eric Eustace Williams (1962–1981)

### Südamerika
- Argentinien
  - Staats- und Regierungschef: Präsident Jorge Rafael Videla (1976–1981)
- Bolivien
  - Staats- und Regierungschef:
    - Präsident David Padilla Arancibia (1978–1979)
    - Präsident Wálter Guevara Arze (8. August 1979–1. November 1979)
    - Präsident Alberto Natusch Busch (1. November 1979–16. November 1979)
    - Präsidentin Lidia Gueiler Tejada (17. November 1979–1980)
- Brasilien
  - Staats- und Regierungschef:
    - Präsident Ernesto Geisel (1974–15. März 1979)
    - Präsident João Baptista de Oliveira Figueiredo (15. März 1979–1985)
- Chile
  - Staats- und Regierungschef: Präsident Augusto Pinochet (1974–1990)
- Ecuador
  - Staats- und Regierungschef:
    - Vorsitzender des Obersten Regierungsrats Alfredo Poveda (1976–10. August 1979)
    - Präsident Jaime Roldós (10. August 1979–1981)
- Guyana
  - Staatsoberhaupt: Präsident Arthur Chung (1970–1980)
  - Regierungschef: Premierminister Forbes Burnham (1966–1980) (1980–1985 Präsident)
- Kolumbien
  - Staats- und Regierungschef: Präsident Julio César Turbay (1978–1982)
- Paraguay
  - Staats- und Regierungschef: Präsident Alfredo Stroessner (1954–1989)
- Peru
  - Staatsoberhaupt: Präsident Francisco Morales Bermúdez (1975–1980) (1975 Premierminister)
  - Regierungschef:
    - Ministerpräsident Óscar Molina Pallochia (1978–31. Januar 1979)
    - Ministerpräsident Pedro Richter Prada (31. Januar 1979–1980)
- Suriname
  - Staatschef: Präsident Johan Ferrier (1975–1980)
  - Regierungschef: Ministerpräsident Henck A. E. Arron (1975–1980, 1988–1990)
- Uruguay
  - Staats- und Regierungschef: Präsident Aparicio Méndez (1976–1981)
- Venezuela
  - Staats- und Regierungschef:
    - Präsident Carlos Andrés Pérez (1974–12. März 1979, 1989–1993)
    - Präsident Luís Herrera Campíns (12. März 1979–1984)

## Asien

### Ost-, Süd- und Südostasien
- Bangladesch
  - Staatsoberhaupt: Präsident Ziaur Rahman (1977–1981)
  - Regierungschef:
    - Ministerpräsident Mashiur Rahman (1978–12. März 1979)
    - Ministerpräsident Shah Azizur Rahman (15. April 1979–1982)
- Bhutan
  - Staats- und Regierungschef: König Jigme Singye Wangchuck (1972–2006)
- Burma (heute Myanmar)
  - Staatsoberhaupt: Präsident Ne Win (1962–1981) (bis 1974 Vorsitzender des Revolutionsrats) (1958–1960, 1962–1974 Ministerpräsident)
  - Regierungschef: Ministerpräsident Maung Maung Kha (1977–1988)
- Republik China (Taiwan)
  - Staatsoberhaupt: Präsident Chiang Ching-kuo (1978–1988) (1972–1978 Ministerpräsident)
  - Regierungschef: Ministerpräsident Sun Yun-suan (1978–1984)
- Volksrepublik China
  - Parteichef: Vorsitzender der Kommunistischen Partei Chinas Hua Guofeng (1976–1981) (1976–1980 Ministerpräsident)
  - Staatsoberhaupt: Vorsitzende des Ständigen Komitees des Nationalen Volkskongresses Ye Jianying (1978–1983)
  - Regierungschef: Ministerpräsident Hua Guofeng (1976–1980) (1976–1981 Vorsitzender der KPCh)
- Indien
  - Staatsoberhaupt: Präsident Neelam Sanjiva Reddy (1977–1982)
  - Regierungschef:
    - Premierminister Morarji Desai (1977–24. Juli 1979)
    - Premierminister Chaudhary Charan Singh (24. Juli 1979–1980)
- Indonesien
  - Staats- und Regierungschef: Präsident Suharto (1967–1998)
- Japan
  - Staatsoberhaupt: Kaiser Hirohito (1926–1989)
  - Regierungschef: Premierminister Masayoshi Ōhira (1978–1980)
- Kambodscha
  - Staatsoberhaupt:
    - Vorsitzender des Staatspräsidiums Khieu Samphan (1976–7. Januar 1979)
    - Präsident des revolutionären Volksrats Heng Samrin (7. Januar 1979–1992) (ab 1981 Vorsitzender des Staatsrats)

  - Regierungschef: Ministerpräsident Pol Pot (1976–7. Januar 1979) (Amt abgeschafft)
- Nordkorea
  - Vorsitzender der Nationalen Verteidigungskommission: Kim Il-sung (1948–1994)
  - Vorsitzender des Präsidiums der Obersten Volksversammlung: Kim Il-sung (1972–1994)
  - Regierungschef: Ministerpräsident Ri Jong-ok (1977–1984)
- Südkorea
  - Staatsoberhaupt:
    - Präsident Park Chung-hee (1962–26. Oktober 1979)
    - Präsident Choi Kyu-ha (1979–1988) (26. Oktober 1979–1980) (1975–1979 Ministerpräsident)

  - Regierungschef:
    - Ministerpräsident Choi Kyu-ha (1975–6. Dezember 1979) (1979–1980 Präsident)
    - Ministerpräsident Shin Hyeon-hwak (12. Dezember 1979–1980)
- Laos
  - Staatsoberhaupt: Präsident Souphanouvong (1975–1991)
  - Regierungschef: Ministerpräsident Kaysone Phomvihane (1975–1991) (1991–1992 Präsident)
- Malaysia
  - Staatsoberhaupt:
    - Oberster Herrscher Yahya Petra (1975–29. März 1979)
    - Oberster Herrscher Ahmad Shah Al-Mustain Billah (29. März 1979–1984)

  - Regierungschef: Ministerpräsident Hussein Onn (1976–1981)
- Malediven
  - Staats- und Regierungschef: Präsident Maumoon Abdul Gayoom (1978–2008)
- Nepal
  - Staatsoberhaupt: König Birendra (1972–2001)
  - Regierungschef:
    - Ministerpräsident Kirti Nidhi Bista (1969–1970, 1971–1973, 1977–30. Mai 1979)
    - Ministerpräsident Surya Bahadur Thapa (1963–1964, 1965–1969, 30. Mai 1979–1983, 1997–1998, 2003–2004)
- Pakistan
  - Staats- und Regierungschef: Präsident Mohammed Zia-ul-Haq (1978–1988) (1988 Ministerpräsident)
- Philippinen
  - Staats- und Regierungschef: Präsident Ferdinand Marcos (1965–1986)
- Singapur
  - Staatsoberhaupt: Präsident Benjamin Henry Sheares (1971–1981)
  - Regierungschef: Premierminister Lee Kuan Yew (1959–1990)
- Sri Lanka
  - Staatsoberhaupt: Präsident Junius Richard Jayewardene (1978–1989) (1977–1978 Premierminister)
  - Regierungschef: Premierminister Ranasinghe Premadasa (1978–1989) (1989–1993 Präsident)
- Thailand
  - Staatsoberhaupt: König Rama IX. Bhumibol Adulyadej (1946–2016)
  - Regierungschef: Ministerpräsident Kriangsak Chomanan (1977–1980)
- Vietnam
  - Staatsoberhaupt: Präsident Tôn Đức Thắng (1976–1980) (1969–1976 Präsident von Nordvietnam)
  - Regierungschef: Vorsitzender des Ministerrats Phạm Văn Đồng (1976–1987) (1955–1976 Ministerpräsident von Nordvietnam)

### Vorderasien
- Bahrain
  - Staatsoberhaupt: Emir Isa II. (1971–1999)
  - Regierungschef: Ministerpräsident Chalifa ibn Salman Al Chalifa (1971–2020)
- Irak
  - Staats- und Regierungschef:
    - Präsident Ahmad Hasan al-Bakr (1968–16. Juli 1979) (1963 Ministerpräsident)
    - Präsident Saddam Hussein (16. Juli 1979–2003)
- Iran
  - Staatsoberhaupt:
    - Schah Mohammad Reza Pahlavi (1941–5. Februar 1979) (verließ am 16. Januar 1979 Iran)
    - Oberster Rechtsgelehrter Ruhollah Chomeini (5. Februar 1979–1980)

  - Regierungschef:
    - Ministerpräsident Gholam Reza Azhari (1978–4. Januar 1979)
    - Ministerpräsident Schapur Bachtiar (4. Januar 1979–5. Februar 1979)
    - Ministerpräsident Mehdi Bāzargān (5. Februar 1979–6. November 1979)
    - Islamischer Revolutionsrat (6. November 1979–1980)
- Israel
  - Staatsoberhaupt: Präsident Jitzchak Nawon (1978–1983)
  - Regierungschef: Ministerpräsident Menachem Begin (1977–1983)
- Nordjemen
  - Staatsoberhaupt: Präsident Ali Abdullah Salih (1978–1990) (1990–2012 Präsident des Jemen)
  - Regierungschef: Ministerpräsident Abd al-Aziz Abd al-Ghani (1975–1980, 1983–1990) (1994–1997 Ministerpräsident des Jemen)
- Südjemen
  - Staatsoberhaupt: Vorsitzender des Präsidiums des obersten Volksrates Abd al-Fattah Ismail (1978–1980)
  - Regierungschef: Ministerpräsident Ali Nasir Muhammad (1971–1985) (1978, 1980–1986 Präsident)
- Jordanien
  - Staatsoberhaupt: König Hussein (1952–1999)
  - Regierungschef:
    - Ministerpräsident Mudar Badran (1976–19. Dezember 1979, 1980–1984, 1990–1991)
    - Ministerpräsident Abdelhamid Sharaf (19. Dezember 1979–1980)
- Katar
  - Staats- und Regierungschef: Emir Chalifa bin Hamad Al Thani (1972–1995)
- Kuwait
  - Staatsoberhaupt: Emir Dschabir III. (1977–2006) (1962–1963, 1965–1978 Ministerpräsident)
  - Regierungschef: Ministerpräsident Sa'ad al-Abdallah as-Salim as-Sabah (1978–2003) (2006 Emir)
- Libanon
  - Staatsoberhaupt: Präsident Elias Sarkis (1976–1982)
  - Regierungschef: Ministerpräsident Selim al-Hoss (1976–1980, 1987–1990, 1998–2000)
- Oman
  - Staats- und Regierungschef: Sultan Qabus ibn Said (1970–2020)
- Saudi-Arabien
  - Staats- und Regierungschef: König Chalid ibn Abd al-Aziz (1975–1982)
- Syrien
  - Staatsoberhaupt: Präsident Hafiz al-Assad (1971–2000) (1970–1971 Ministerpräsident)
  - Regierungschef: Ministerpräsident Muhammad Ali al-Halabi (1978–1980)
- Türkei
  - Staatsoberhaupt: Präsident Fahri Korutürk (1973–1980)
  - Regierungschef:
    - Ministerpräsident Bülent Ecevit (1974, 1977, 1978–12. November 1979)
    - Ministerpräsident Süleyman Demirel (1965–1971, 1975–1977, 1977–1978, 12. November 1979–1980, 1991–1993) (1993–2000 Präsident)
- Vereinigte Arabische Emirate
  - Staatsoberhaupt: Präsident Zayid bin Sultan Al Nahyan (1971–2004) (1966–2004 Emir von Abu Dhabi)
  - Regierungschef:
    - Ministerpräsident Maktum bin Raschid Al Maktum (1971–25. April 1979, 1990–2006) (1990–2006 Emir von Dubai)
    - Ministerpräsident Raschid bin Said Al Maktum (25. April 1979–1990) (1958–1990 Emir von Dubai)

### Zentralasien
- Afghanistan
  - Staatsoberhaupt:
    - Präsident des Revolutionsrats Nur Muhammad Taraki (1978–16. September 1979)
    - Präsident des Revolutionsrats Hafizullah Amin (16. September 1979–27. Dezember 1979)
    - Präsident des Revolutionsrats Babrak Karmal (27. Dezember 1979–1986)

  - Regierungschef:
    - Ministerpräsident Nur Muhammad Taraki (1978–27. März 1979)
    - Ministerpräsident Hafizullah Amin (27. März 1979–27. Dezember 1979)
    - Ministerpräsident Babrak Karmal (27. Dezember 1979–1981)
- Mongolei
  - Staatsoberhaupt: Vorsitzender des Großen Volks-Churals Jumdschaagiin Tsedenbal (1974–1984) (1952–1974 Vorsitzender des Ministerrats)
  - Regierungschef: Vorsitzender des Ministerrates Dschambyn Batmönch (1974–1984) (1984–1990 Vorsitzender des Großen Volks-Churals)

## Australien und Ozeanien
- Australien
  - Staatsoberhaupt: Königin Elisabeth II. (1952–2022)
    - Generalgouverneur: Zelman Cowen (1977–1982)

  - Regierungschef: Premierminister Malcolm Fraser (1975–1983)
- Cookinseln (unabhängiger Staat in freier Assoziierung mit Neuseeland)
  - Staatsoberhaupt: Königin Elisabeth II. (1965–2022)
  - Regierungschef: Premierminister Tom Davis (1978–1983, 1983–1987)
- Fidschi
  - Staatsoberhaupt: Königin Elisabeth II. (1970–1987)
    - Generalgouverneur: George Cakobau (1973–1983)

  - Regierungschef: Premierminister Kamisese Mara (1970–1987, 1987–1992) (1993–2000 Präsident)
- Kiribati (seit 12. Juli 1979 unabhängig)
  - Staats- und Regierungschef: Präsident Ieremia Tabai (12. Juli 1979–1982, 1983–1991)
- Nauru
  - Staats- und Regierungschef: Präsident Hammer DeRoburt (1968–1976, 1978–1986, 1986, 1986–1989)
- Neuseeland
  - Staatsoberhaupt: Königin Elisabeth II. (1952–2022)
    - Generalgouverneur: Keith Holyoake (1977–1980) (1957, 1960–1972 Premierminister)

  - Regierungschef: Premierminister Robert Muldoon (1975–1984)
- Niue (unabhängiger Staat in freier Assoziierung mit Neuseeland)
  - Staatsoberhaupt: Königin Elisabeth II. (1974–2022)
    - Queen’s Representative: Generalgouverneur von Neuseeland

  - Regierungschef: Premierminister Robert Rex (1974–1992)
- Papua-Neuguinea
  - Staatsoberhaupt: Königin Elisabeth II. (1975–2022)
    - Generalgouverneur: Tore Lokoloko (1977–1983)

  - Regierungschef: Premierminister Michael Somare (1975–1980, 1982–1985, 2002–2011)
- Salomonen
  - Staatsoberhaupt: Königin Elisabeth II. (1978–2022)
    - Generalgouverneur: Baddeley Devesi (1978–1988)

  - Regierungschef: Premierminister Peter Kenilorea (1978–1981, 1984–1986)
- Tonga
  - Staatsoberhaupt: König Taufaʻahau Tupou IV. (1970–2006)
  - Regierungschef: Premierminister Fatafehi Tu'ipelehake (1970–1991)
- Tuvalu
  - Staatsoberhaupt: Königin Elisabeth II. (1978–2022)
    - Generalgouverneur: Fiatao Penitala Teo (1978–1986)

  - Regierungschef: Premierminister Toaripi Lauti (1978–1981)
- Westsamoa (heute Samoa)
  - Staatsoberhaupt: O le Ao o le Malo Tanumafili II. (1962–2007)
  - Regierungschef: Premierminister Tupuola Taisi Tufuga Efi (1976–1982) (2007–2017 Staatsoberhaupt)

## Europa
- Albanien
  - Parteichef: 1. Sekretär der albanischen Arbeiterpartei Enver Hoxha (1948–1985) (1946–1954 Ministerpräsident)
  - Staatsoberhaupt: Vorsitzender des Präsidiums der Volksversammlung Haxhi Lleshi (1953–1982)
  - Regierungschef: Ministerpräsident Mehmet Shehu (1954–1981)
- Andorra
  - Co-Fürsten:
    - Staatspräsident von Frankreich:Valéry Giscard d’Estaing (1974–1981)
    - Bischof von Urgell: Joan Martí Alanís (1971–2003)
- Belgien
  - Staatsoberhaupt: König Baudouin I. (1951–1993)
  - Regierungschef:
    - Ministerpräsident Paul Vanden Boeynants (1966–1968, 1978–3. April 1979)
    - Ministerpräsident Wilfried Martens (3. April 1979–1981, 1981–1992)
- Bulgarien
  - Parteichef: Generalsekretär der Bulgarischen Kommunistischen Partei Todor Schiwkow (1954–1989) (1971–1989 Staatsratsvorsitzender) (1962–1971 Vorsitzender des Ministerrats)
  - Staatsoberhaupt: Staatsratsvorsitzender Todor Schiwkow (1971–1989) (1954–1989 Parteichef) (1962–1971 Vorsitzender des Ministerrats)
  - Regierungschef: Vorsitzender des Ministerrats Stanko Todorow (1971–1981) (1990 Präsident)
- Dänemark
  - Staatsoberhaupt: Königin Margrethe II. (1972–2024)
  - Regierungschef: Ministerpräsident Anker Jørgensen (1972–1973, 1975–1982)
  - Färöer (politisch selbstverwalteter und autonomer Bestandteil des Königreichs Dänemark)
    - Vertreter der dänischen Regierung: Reichsombudsmann Leif Groth (1972–1981)
    - Regierungschef: Ministerpräsident Atli P. Dam (1970–1981, 1985–1989, 1991–1993)

  - Grönland (seit 1. Mai 1979 politisch selbstverwalteter und autonomer Bestandteil des Königreichs Dänemark)
    - Vertreter der dänischen Regierung: Reichsombudsmann Torben Hede Pedersen (1. Mai 1979–1992)
    - Regierungschef: Ministerpräsident Jonathan Motzfeldt (1. Mai 1979–1991, 1997–2002)
- Bundesrepublik Deutschland
  - Staatsoberhaupt:
    - Bundespräsident Walter Scheel (1974–30. Juni 1979)
    - Bundespräsident Karl Carstens (1. Juli 1979–1984)

  - Regierungschef: Bundeskanzler Helmut Schmidt (1974–1982)
- Deutsche Demokratische Republik
  - Parteichef: Generalsekretär des ZK der SED Erich Honecker (1971–1989) (1976–1989 Staatsratsvorsitzender)
  - Staatsoberhaupt: Vorsitzender des Staatsrats Erich Honecker (1976–1989) (1971–1989 Parteichef)
  - Regierungschef: Vorsitzender des Ministerrates Willi Stoph (1964–1973, 1976–1989) (1973–1976 Vorsitzender des Staatsrats)
- Finnland
  - Staatsoberhaupt: Präsident Urho Kekkonen (1956–1982) (1950–1953, 1954–1956 Ministerpräsident)
  - Regierungschef:
    - Ministerpräsident Kalevi Sorsa (1972–1975, 1977–26. Mai 1979)
    - Ministerpräsident Mauno Koivisto (1968–1970, 26. Mai 1979–1982) (1982–1994 Präsident)
- Frankreich
  - Staatsoberhaupt: Präsident Valéry Giscard d’Estaing (1974–1981)
  - Regierungschef: Premierminister Raymond Barre (1976–1981)
- Griechenland
  - Staatsoberhaupt: Präsident Konstantinos Tsatsos (1975–1980)
  - Regierungschef: Ministerpräsident Konstantinos Karamanlis (1955–1958, 1958–1961, 1961–1963, 1974–1980) (1980–1985, 1990–1995 Präsident)
- Irland
  - Staatsoberhaupt: Präsident Patrick Hillery (1976–1990)
  - Regierungschef:
    - Taoiseach Jack Lynch (1966–1973, 1977–11. Dezember 1979)
    - Taoiseach Charles J. Haughey (11. Dezember 1979–1981, 1982, 1997–1992)
- Island
  - Staatsoberhaupt: Präsident Kristján Eldjárn (1968–1980)
  - Regierungschef:
    - Ministerpräsident Ólafur Jóhannesson (1971–1974, 1978–15. Oktober 1979)
    - Ministerpräsident Benedikt Sigurðsson Gröndal (15. Oktober 1979–1980)
- Italien
  - Staatsoberhaupt: Präsident Sandro Pertini (1978–1985)
  - Regierungschef:
    - Ministerpräsident Giulio Andreotti (1972–1973, 1976–5. August 1979, 1989–1992)
    - Ministerpräsident Francesco Cossiga (5. August 1979–1980) (1985–1992 Präsident)
- Jugoslawien
  - Staatsoberhaupt: Präsident Josip Broz Tito (1953–1980) (1945–1963 Ministerpräsident)
  - Regierungschef: Präsident des ausführenden Bundesrates Veselin Đuranović (1977–1982) (1984–1985 Staatsoberhaupt)
- Kanalinseln[1]
  - Guernsey
    - Staats- und Regierungschef: Herzogin Elisabeth II. (1952–2022)
      - Vizegouverneur: John Davis (1974–1980)

  - Jersey
    - Staats- und Regierungschef: Herzogin Elisabeth II. (1952–2022)
      - Vizegouverneur:
        - Desmond Fitzpatrick (1974–1979)
        - Peter Whiteley (1979–1984)
- Liechtenstein
  - Staatsoberhaupt: Fürst Franz Josef II. (1938–1989)
  - Regierungschef: Hans Brunhart (1978–1993)
- Luxemburg
  - Staatsoberhaupt: Großherzog Jean (1964–2000)
  - Regierungschef:
    - Ministerpräsident Gaston Thorn (1974–16. Juli 1979)
    - Ministerpräsident Pierre Werner (1959–1974, 16. Juli 1979–1984)
- Malta
  - Staatsoberhaupt: Präsident Anton Buttiġieġ (1976–1981)
  - Regierungschef: Premierminister Dom Mintoff (1971–1984)
- Isle of Man[1]
  - Staatsoberhaupt: Lord of Man Elisabeth II. (1952–2022)
    - Vizegouverneur: John Warburton Paul (1974–1980)

  - Regierungschef: Vorsitzender des Exekutivrats Clifford Irving (1977–1981)
- Monaco
  - Staatsoberhaupt: Fürst: Rainier III. (1949–2005)
  - Regierungschef: Staatsminister André Saint-Mleux (1972–1981)
- Niederlande
  - Staatsoberhaupt: Königin Juliana (1948–1980)
  - Regierungschef: Ministerpräsident Dries van Agt (1977–1982)
  - Niederländische Antillen (Land des Königreichs der Niederlande)
    - Vertreter der niederländischen Regierung: Gouverneur Ben Leito (1970–1983)
    - Regierungschef:
      - Ministerpräsident Boy Rozendal (1977–6. Juli 1979)
      - Ministerpräsident Miguel Pourier (6. Juli 1979–Dezember 1979, 1994–1998, 1999–2002)
      - Ministerpräsident Don Martina (Dezember 1979–1984, 1986–1988)
- Norwegen
  - Staatsoberhaupt: König Olav V. (1957–1991)
  - Regierungschef: Ministerpräsident Odvar Nordli (1976–1981)
- Österreich
  - Staatsoberhaupt: Bundespräsident Rudolf Kirchschläger (1974–1986)
  - Regierungschef: Bundeskanzler Bruno Kreisky (1970–1983)
- Polen
  - Parteichef: 1. Sekretär Edward Gierek (1970–1980)
  - Staatsoberhaupt: Staatsratsvorsitzender Henryk Jabłoński (1972–1985)
  - Regierungschef: Ministerpräsident Piotr Jaroszewicz (1970–1980)
- Portugal
  - Staatsoberhaupt: Präsident Ramalho Eanes (1976–1986)
  - Regierungschef:
    - Ministerpräsident Carlos Mota Pinto (1978–1. August 1979)
    - Ministerpräsidentin Maria de Lourdes Pintasilgo (1. August 1979–1980)
- Rumänien
  - Parteichef: Generalsekretär Nicolae Ceaușescu (1965–1989) (1967–1989 Staatsoberhaupt)
  - Staatsoberhaupt: Vorsitzender des Staatsrats Nicolae Ceaușescu (1967–1989) (1965–1989 Parteichef)
  - Regierungschef:
    - Ministerpräsident Manea Mănescu (1974–29. März 1979)
    - Ministerpräsident Ilie Verdeț (29. März 1979–1982)
- San Marino
  - Staatsoberhaupt: Capitani Reggenti
    - Ermenegildo Gasperoni (1. Oktober 1978–1. April 1979) und Adriano Reffi (1. Oktober 1978–1. April 1979, 1983)
    - Marino Bollini (1. April 1979–1. Oktober 1979, 1984–1985, 1995, 1999–2000) und Lino Celli (1. April 1979–1. Oktober 1979)
    - Giuseppe Amici (1. Oktober 1979–1. April 1980, 1984–1985) und Germano De Biagi (1. Oktober 1979–1. April 1980, 1983–1984, 1992)

  - Regierungschef: Außenminister Giordano Bruno Reffi (1978–1986) (1974, 1977–1978 Capitano Reggente)
- Schweden
  - Staatsoberhaupt: König Carl XVI. Gustaf (seit 1973)
  - Regierungschef:
    - Ministerpräsident Ola Ullsten (1978–9. Oktober 1979)
    - Ministerpräsident Thorbjörn Fälldin (1976–1978, 9. Oktober 1979–1982)
- Schweiz[2]
  - Bundespräsident Hans Hürlimann (1. Januar 1979–31. Dezember 1979)
  - Bundesrat:
    - Rudolf Gnägi (1966–31. Dezember 1979)
    - Kurt Furgler (1972–1986)
    - Hans Hürlimann (1974–1982)
    - Georges-André Chevallaz (1974–1983)
    - Willi Ritschard (1974–1983)
    - Fritz Honegger (1978–1982)
    - Pierre Aubert (1978–1987)
- Sowjetunion
  - Parteichef: Generalsekretär der KPdSU Leonid Breschnew (1964–1982) (bis 1966 Erster Sekretär) (1960–1964, 1977–1982 Staatsoberhaupt)
  - Staatsoberhaupt: Vorsitzender des Präsidiums des obersten Sowjets Leonid Breschnew (1960–1964, 1977–1982) (1964–1982 Parteichef )
  - Regierungschef: Vorsitzender des Ministerrats Alexei Kossygin (1964–1980)
- Spanien
  - Staatsoberhaupt: König Juan Carlos I. (1975–2014)
  - Regierungschef: Ministerpräsident Adolfo Suárez (1976–1981)
- Tschechoslowakei
  - Parteichef: Vorsitzender Gustáv Husák (1969–1987) (1975–1989 Präsident)
  - Staatsoberhaupt: Präsident Gustáv Husák (1975–1989) (1669–1987 Parteichef)
  - Regierungschef: Ministerpräsident Lubomír Štrougal (1970–1988)
- Ungarn
  - Parteichef: Generalsekretär der Partei der Ungarischen Werktätigen János Kádár (1956–1988) (1956–1958, 1961–1965 Ministerpräsident)
  - Staatsoberhaupt: Vorsitzender des Präsidentschaftsrats Pál Losonczi (1967–1987)
  - Regierungschef: Ministerpräsident György Lázár (1975–1987)
- Vatikanstadt
  - Staatsoberhaupt: Papst Johannes Paul II. (1978–2005)
  - Regierungschef:
    - Kardinalstaatssekretär Jean-Marie Villot (1969–9. März 1979)
    - Kardinalstaatssekretär Agostino Casaroli (30. April 1979–1990)
- Vereinigtes Königreich
  - Staatsoberhaupt: Königin Elisabeth II. (1952–2022) (gekrönt 1953)
  - Regierungschef:
    - Premierminister James Callaghan (1976–4. Mai 1979)
    - Premierministerin Margaret Thatcher (4. Mai 1979–1990)
- Republik Zypern
  - Staats- und Regierungschef: Präsident Spyros Kyprianou (1977–1988)